# Flügelkappe

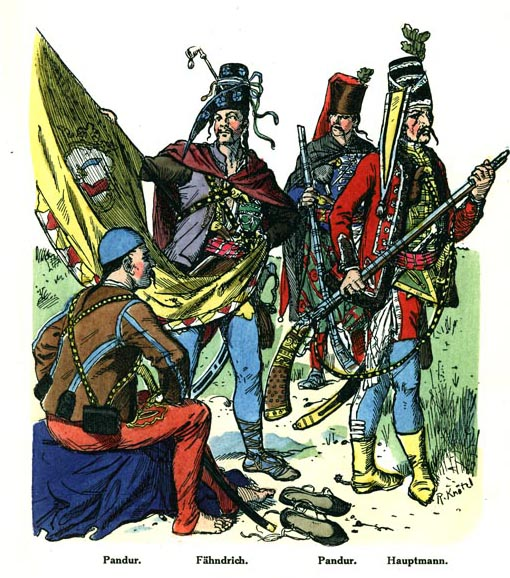
Vier Panduren, um 1742. Fähnrich und Hauptmann tragen Flügelkappen, der Pandur im Hintergrund einen Kolpak mit extrem langem Tuchbeutel.

Die Flügelkappe (auch Flügelmütze, Mirliton, ungarischer Hut) war eine militärische Kopfbedeckung der Reitertruppen der Husaren und Panduren im 18. Jahrhundert.
Die Flügelkappe bestand aus einem zylindrischen, schirmlosen Hut aus schwarzem Filz, der mit einem langen, breiten und mit den Farben des Regiments versehenen Streifen aus Tuch, der Banderole, umwickelt war. Mit aufgesetztem Stutz konnte er etwa 60 cm hoch werden. Die Banderole wurde bei festlichen Gelegenheiten losgebunden und flatterte beim Ritt im Wind.
Im Jahre 1796 wurde in Preußen die Bezeichnung Schackelhaube für die Flügelkappe eingeführt. Inzwischen hatte sie, wie auch in anderen Armeen, einen Vorderschirm bekommen. Aus ihr entwickelte sich der Tschako.